# Temps de doublement
Pour les articles homonymes, voir TD.
Le temps de doublement (TD) est le temps nécessaire pour qu'une caractéristique du phénomène étudié voie sa valeur doubler. C'est une notion qui s'applique à plusieurs domaines : la démographie, la médecine, l'épidémiologie, etc.
Elle est utilisée en biologie (croissance des bactéries) et en radiologie où des anomalies sont mesurées et suivies. Le temps de doublement est par exemple la durée nécessaire pour qu'une lésion (comme une tumeur) double de volume.

## Cancérologie
Dans le cas d'une tumeur, plus le temps de doublement est court, plus la tumeur est agressive (maligne) ; plus il est long, plus la tumeur apparaît bénigne. Le temps de doublement d'un marqueur tumoral (PSA par exemple, pour le cancer de la prostate) est également utilisé. En cancérologie, on parle aussi de temps potentiel du doublement (= temps de doublement en l'absence de perte de cellules),.

## Épidémiologie
Dans le cas d'une bactérie ou d'un virus pathogène, plus le temps de doublement de sa reproduction est court, plus le risque d'invasion d'un organe, d'un organisme ou d'une épidémie ou pandémie est élevé. Le temps de doublement du nombre de personnes infectées est lié au R0 (taux de reproduction de base).

## Démographie
Dans le cas d'une croissance de population, plus le temps de doublement est court, plus le risque de surpopulation grandit. D'autres facteurs comme l'allongement de l'espérance de vie et les comportements (changements éventuels dans la décision de faire ou non des enfants, plus tôt ou plus tard dans la vie...) interviennent aussi .

## Écologie, agro-écologie, sylviculture
Le temps de doublement de la biomasse est un indice de la fertilité du sol ou de la productivité des végétaux (de plantes invasives ou flottantes par exemple).

## Industrie nucléaire
Dans le domaine de la filière surgénératrice, le temps de doublement est la période nécessaire pour que le réacteur produise une quantité de matière fissile suffisante pour le démarrage d'un nouveau réacteur de même type.

## Calcul
En médecine, le calcul du TD intègre les deux paramètres simultanés que sont la taille de la lésion et le temps d'intervalle. Il détermine une vitesse de croissance ou de décroissance.
L'équation du TD nécessite la mesure du diamètre initial, du diamètre final et la connaissance du temps séparant les deux examens.
L'équation est : {\displaystyle TD=T_{i}\cdot \log({2 \over 3})\cdot \log({\frac {D_{i}}{D_{t}}})}
Avec Ti = intervalle de temps entre deux mesures, Di = diamètre initial et Dt = diamètre final.
La formule du calcul volume d'un ellipsoïde (c'est-à-dire, une ellipse 3D comme tout nodule plein) déterminée à partir de mesures dans les trois plans, est {\displaystyle V={\frac {4\pi }{3}}\cdot {\frac {W}{2}}\cdot {\frac {T}{2}}\cdot {\frac {L}{2}}\approx 0,524\cdot W\cdot T\cdot L} où L est la longueur maximale, W la largeur maximale et T l'épaisseur maximale.
Si le diamètre double, le volume est multiplié 3 fois de suite et croît approximativement de {\displaystyle d\cdot \exp({\frac {2}{3}})}
Si le volume double, l'augmentation du diamètre est de 26 %.
Le temps de doublement peut également s'obtenir de manière approximative en divisant 70 par le taux de croissance.

## Tableau
| Croissance (%/unité de temps) | Temps de doublement |
| ----------------------------- | ------------------- |
| 0,1                           | 693,49              |
| 0,2                           | 346,92              |
| 0,3                           | 231,40              |
| 0,4                           | 173,63              |
| 0,5                           | 138,98              |
| 0,6                           | 115,87              |
| 0,7                           | 99,36               |
| 0,8                           | 86,99               |
| 0,9                           | 77,36               |
| 1,0                           | 69,66               |
| 1,1                           | 63,36               |
| 1,2                           | 58,11               |
| 1,3                           | 53,66               |
| 1,4                           | 49,86               |
| 1,5                           | 46,56               |
| 1,6                           | 43,67               |
| 1,7                           | 41,12               |
| 1,8                           | 38,85               |
| 1,9                           | 36,83               |
| 2,0                           | 35,00               |
| 2,1                           | 33,35               |
| 2,2                           | 31,85               |
| 2,3                           | 30,48               |
| 2,4                           | 29,23               |
| 2,5                           | 28,07               |
| 2,6                           | 27,00               |
| 2,7                           | 26,02               |
| 2,8                           | 25,10               |
| 2,9                           | 24,25               |
| 3,0                           | 23,45               |
| 3,1                           | 22,70               |
| 3,2                           | 22,01               |
| 3,3                           | 21,35               |
| 3,4                           | 20,73               |
| 3,5                           | 20,15               |
| 3,6                           | 19,60               |
| 3,7                           | 19,08               |
| 3,8                           | 18,59               |
| 3,9                           | 18,12               |
| 4,0                           | 17,67               |
| 4,1                           | 17,25               |
| 4,2                           | 16,85               |
| 4,3                           | 16,46               |
| 4,4                           | 16,10               |
| 4,5                           | 15,75               |
| 4,6                           | 15,41               |
| 4,7                           | 15,09               |
| 4,8                           | 14,78               |
| 4,9                           | 14,49               |
| 5,0                           | 14,21               |
| 5,5                           | 12,95               |
| 6,0                           | 11,90               |
| 6,5                           | 11,01               |
| 7,0                           | 10,24               |
| 7,5                           | 9,58                |
| 8,0                           | 9,01                |
| 8,5                           | 8,50                |
| 9,0                           | 8,04                |
| 9,5                           | 7,64                |
| 10,0                          | 7,27                |
| 11,0                          | 6,64                |
| 12,0                          | 6,12                |
| 13,0                          | 5,67                |
| 14,0                          | 5,29                |
| 15,0                          | 4,96                |
| 16,0                          | 4,67                |
| 17,0                          | 4,41                |
| 18,0                          | 4,19                |
| 19,0                          | 3,98                |
| 20,0                          | 3,80                |

Exemple : pour une croissance annuelle de 2 %, le temps de doublement est de 35 ans.